# Yang Jeong-mo
Yang Jeong-mo – (kor.양 정모; ur. 28 lutego 1953 Pusan) – południowokoreański zapaśnik w stylu wolnym. Złoty medalista olimpijski z Montrealu 1976 w kategorii 62 kg.
Srebrny medalista mistrzostw świata w 1978, brązowy w 1975, czwarty w 1979. Złoty medal na igrzyskach azjatyckich w 1974 i 1978. Brąz na mistrzostwach Azji w 1979. Srebrny i brązowy medalista mistrzostw świata juniorów z 1971 roku.